# Боєва Наталія Іванівна
Наталія Іванівна Бо́єва (нар. 14 червня 1951, Сталіно) — український композитор і педагог; член Спілки композиторів України з 1986 року (голова Запорізького обласного осередку з 2012 року та член Правління).

## Біографія
Народилася 14 червня 1951 року в місті Сталіному (нині Донецьк, Україна). 1968 року закінчила Запорізьку дитячу музичну школу № 2; 1972 року — теоретичне відділення Запорізького державного музичного училища; 1977 року — композиторський факультет Київської консерваторії (клас композиції Андрія Штогаренка).
Упродовж 1977—1992 років працювала в Запорізькій обласній філармонії, де обіймала посади музичного редактора, помічника головного режисера з літературної частини, художнього керівника; у 1992—1995 роках викладала композицію у дитячих музичних школах № 3 і № 6; з 1995 року викладала теорію, гармонію, поліфонію і композицію у Запорізькому музичному училищі. Із січня 2006 року по 2016 рік обіймала посаду керівника музичної частини в Запорізькому обласному академічному українському музично-драматичному театрі імені Володимира Магара. Мешкає у Запоріжжі в будинку на вулиці Незалежної України, № 53.

## Творчість
Серед творів:
- для симфонічного оркестру: фортепіанний концерт «Бабин Яр» (1985), скрипковий концерт (1991), поема «Урочистий спів» (1995), триптих «Судна ніч» (1995), фантазія «Вічне життя» (1996), пасакалія на тему української народної пісні «Закувала зозуленька…» (1998);
- елегія для альта з оркестром «Пам'яті Вчителя» (2002);
- вокальні цикли для голосу та фортепіано: «Поет» (1981, вірші Євгена Євтушенка та Олександра Блока), «Батьківщина» (1985, вірші Марини Цвєтаєвої), «Прощання» (вірші Ґійома Аполлінера), «Кохана, згадай мене…» (вірші Хуана Хіменеса);
- фортепіанні твори: збірка «Музичні вітання», соната-балада «Поліфонічний зошит» на теми українських народних пісень (1998, 2002), пісні на слова Григорія Лютого, Петра Ребра, Бориса Олійника, Миколи Нагнибіди, Тетяни Нещерет і власні вірші;
- мюзикли за власним лібрето: «Історія, яка відбулася в місті Лад» (1995), «Старі та нові козацькі історії» (1998);
- музика до вистав Запорізького музично-драматичного театру: «Ой Боже, що то бажання може?» (1994, режисер Віктор Кошель), «Богдан Хмельницький» (1995, режисер Олександр Король), «Безіменна зірка» (1997, режисер Віталій Денисенко), «Кін IV» (2000, режисер Олександр Король).

Про її життя і творчість Запорізькою телерадіокомпанією створено два фільми — «Люди та долі», «Двое в городе».

## Відзнаки
- Премія Запорізького обласного Фонду культури імені Івана Паторжинського (1994)[4];
- Заслужений діяч мистецтв України (1996; за вагомий особистий внесок у примноження національних духовних надбань, високий професіоналізм та з нагоди п'ятої річниці незалежності України)[5];
- Премія Запорізької облдержадміністрації (2007; за досягнення у розвитку музичного мистецтва Запорізького краю);
- Лауреат Другого Всеукраїнського фестивалю академічних театрів «Данапріс» у номінації «Краще музичне вирішення» вистави за п'єсою Костянтина Карпенка «Мамай»[6] (2008, Запоріжжя)[4];
- Почесна грамота Національної спілки композиторів України (2008; за вагомий внесок у діяльність Національної спілки композиторів України)[4];
- Лауреат Х ювілейного обласного конкурсу «Господиня свого краю» в номінації «Жінка — працівник культури та мистецтва» (2011; за вагомий внесок у соціально-культурний та економічний розвиток Запорізької області)[4];
- Орден «За заслуги перед Запорізьким краєм» III ступеня (2011)[4].